# Sztuczny horyzont

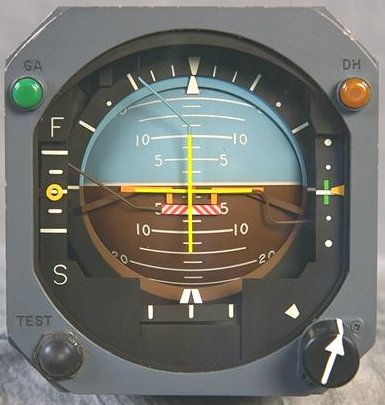
Sztuczny horyzont

Sztuczny horyzont (ang. artificial horizon, attitude indicator – ADI) – lotniczy przyrząd żyroskopowy, służący do określenia orientacji przestrzennej statku powietrznego względem płaszczyzny horyzontu lokalnego (kąt pochylenia i przechylenia). Sztuczny horyzont jest niezbędny do wykonywania lotów bez widoczności ziemi (loty w chmurach lub w nocy) ze względu na szybką utratę orientacji przestrzennej przez pilota, zagrażającej wprowadzeniem samolotu w korkociąg.

## Historia
Pierwszy udany sztuczny horyzont zbudował w 1929 Amerykanin – Elmer Ambrose Sperry. Na początku lat trzydziestych XX w. sztuczne horyzonty weszły do powszechnego użytku w lotnictwie.

## Budowa i zasada działania
Zasadniczym elementem sztucznego horyzontu jest żyroskop o trzech stopniach swobody. Sztuczny horyzont wykorzystuje zdolność żyroskopu do utrzymywania w niezmienionym położeniu w przestrzeni inercjalnej osi głównej. Ze względu na błędy wskazań związane z siłami tarcia, niewyważeniem żyroskopu, ruchem statku powietrznego względem Ziemi oraz ruchem dobowym Ziemi niezbędna jest korekcja położenia osi głównej żyroskopu, stosuje się w tym celu specjalne układy nadążne, zazwyczaj w postaci wahadeł cieczowych.

## Błędy wskazań
- dryfowanie osi głównej żyroskopu ze względu na oddziaływanie sił i momentów zewnętrznych (np. tarcie)
- błąd związany z przemieszczeniem się statku powietrznego względem Ziemi i ruchem dobowym Ziemi
- składanie się ram – błąd związany z pokryciem osi obrotu jednej z ram zawieszenia żyroskopu i osi głównej żyroskopu co powoduje utratę jednego stopnia swobody, występuje przy kącie przechylenia lub pochylenia równym 90°
- błąd Cardana – polega na tym, że w locie z pochyleniem i przechyleniem, wskutek przemieszczenia się elementów zawieszenia, kąty nie są mierzone w płaszczyznach definicyjnych (np. w locie z przechyleniem kąt pochylenia będzie mierzony w płaszczyźnie obróconej względem płaszczyzny pionowej o kąt przechylenia)

## Wizualizacja wskazań
Na tarczy przyrządu znajduje się sylwetka samolotu i linia horyzontu – przemieszczające się względem siebie. Sztuczne horyzonty budowane są z ruchomą sylwetką (outside-in), z ruchomą linią horyzontu (inside-out) lub w układach mieszanych.